# 托雷拉古纳
托雷拉古纳，是西班牙马德里自治区的一个市镇，距离马德里58公里。总面积43.40平方公里，总人口4861人（2013年），人口密度112人/平方公里。